# HD 10180
HD 10180  ist ein sonnenähnlicher Stern im Sternbild Hydrus, rund 130 Lichtjahre von der Erde entfernt.
Während einer sechsjährigen Studie der Radialgeschwindigkeit mit Hilfe des HARPS-Spektrografen am 3,6-m-Teleskop des La-Silla-Observatoriums der Europäischen Südsternwarte in Chile wurde festgestellt, dass der Stern ein Planetensystem von mindestens sechs, wahrscheinlich jedoch sieben Planeten beherbergt.

## Planetensystem

Illustration der Bahnen um HD 10180

- HD 10180 b ist ein unbestätigtes Objekt. Der vermutete Planet liegt 0,02 AE vom Stern entfernt, braucht etwas mehr als 1 Tag für einen Umlauf und hat eine Mindestmasse, die etwa der Masse der Erde entspricht.
- HD 10180 c liegt 0,06 AE vom Stern entfernt (ca. 6-mal näher als der Merkur an der Sonne), braucht 5,4 Tage für einen Umlauf und hat eine Mindestmasse von ca. 13 Erd- oder 0,04 Jupitermassen.
- HD 10180 d liegt etwa 0,1 AE von seinem Stern entfernt, benötigt etwa 11,5 Tage für eine Umrundung und hat eine ähnliche Mindestmasse wie HD 10180 c.
- HD 10180 e befindet sich ca. 0,3 AE entfernt von HD 10180 (etwas näher als der Merkur bei der Sonne), braucht etwa 60 Tage für eine Umrundung und ist mit einer Mindestmasse von ca. 0,08 Jupitermassen wahrscheinlich ein Gasriese.
- HD 10180 f liegt 0,5 AE vom Zentralgestirn entfernt (etwas näher als die Venus bei der Sonne), benötigt 129 Tage für einen Umlauf und hat eine ähnliche Mindestmasse wie HD 10180 e.
- HD 10180 g befindet sich 1,4 AE von seinem Stern entfernt (ähnlich wie der Mars bei der Sonne), braucht ca. 1,7 Jahre für einen Umlauf und hat etwa 0,07 Jupitermassen.
- HD 10180 h bewegt sich schließlich etwa 3,4 AE von HD 10180 entfernt, braucht etwa 6,3 Jahre für einen Umlauf und ist mit ca. 0,2 Jupitermassen der Exoplanet mit der größten Mindestmasse unter den bekannten Planeten des Systems.